# Ampelopsis rubifolia
Ampelopsis rubifolia är en vinväxtart som först beskrevs av Nathaniel Wallich, och fick sitt nu gällande namn av Jules Émile Planchon. Ampelopsis rubifolia ingår i släktet Ampelopsis och familjen vinväxter. Inga underarter finns listade i Catalogue of Life.